# Ralph Anthony Blakelock
Ralph Anthony Blakelock ( 1915 - 1963) fue un botánico inglés
Desarrolló toda su actividad científica en el Real Jardín Botánico de Kew, especializándose en la flora del oriente medio, con énfasis en Irak.

## Honores
Miembro de
- Sociedad Linneana de Londres[2]

### Eponimia
- (Brassicaceae) Hesperis blakelockii Dvorak[3]

- (Fabaceae) Vicia blakelockiana C.C.Towns.[4]

- (Plumbaginaceae) Acantholimon blakelockii Mobayen[5]
- La abreviatura «Blakelock» se emplea para indicar a Ralph Anthony Blakelock como autoridad en la descripción y clasificación científica de los vegetales.[6]

Realizó 61 identificaciones y clasificaciones de nuevas especies, las que publicaba habitualmente en : Kew Bull.; Bot. Mag.; Fl. Males.; Bull. Misc. Inform. Kew